# La Run
Pour plus de détails, voir Fiche technique et Distribution.
La Run est un film dramatique québécois réalisé par Demian Fuica, sorti en 2011.
Le film, produit par Les Productions Fuica, et distribué par K Films Amériques, est une idée originale de Léonardo Fuica, inspiré par l'épisode d'un étudiant en ingénierie, un jeune de bonne famille qui connaît des déboires judiciaires après avoir participé au commerce de stupéfiants. 
Inspiré par cette rencontre, Léonardo s'est penché sur la question du marché des stupéfiants, et s'est demandé si un film ne pouvait pas raconter l'histoire d'un jeune homme respectable forcé à vendre de la drogue. Le scénario fut, alors, développé en étroite collaboration par Léonardo Fuica, son frère Demian et par Martin Poirier. Très tôt dans le développement du film, Jason Roy Léveillée (Ramdam, Lance et compte, À vos marques... Party) est pressenti pour camper le rôle principal de Guillaume. Marc Beaupré, Pierre-Luc Brillant, Nicolas Canuel, Martin Dubreuil, Paul Dion, Nanette Workman, Grégoriane Minot et Geneviève Boivin-Roussy complètent la distribution. 
Le film a connu des problèmes de financement, ce qui a retardé sa sortie en salles. Prévue d'abord pour le 8 avril, la projection fut repoussée au 29 avril, pour finalement connaître une sortie le 26 août 2011. La Run a été sélectionnée en compétition officielle à la 35e édition du Festival des films du monde de Montréal, ainsi qu'au Festival du film francophone d'Angoulême.

## Synopsis
En rentrant du travail, Guillaume, un vendeur de pièces d'autos, trouve son père dans la baignoire, inconscient, les veines tailladées. Peu après, Manu, son meilleur ami, révèle à Guillaume que Le suicide de son père est dû à une dette contractée chez le shylock O'Neil. Pour racheter la dette de son père, Guillaume dispose d'un délai de 40 jours. Tout comme Manu, le jeune homme accepte de faire des livraisons de drogue à domicile, ce qui lui fait découvrir un monde glauque où des individus inquiétants ou malades vivent sous la coupe de Rivière.

## Fiche technique
- Titre : La Run
- Réalisation : Demian Fuica
- Scénario : Demian Fuica, Leonardo Fuica et Martin Poirier
- Montage : Demian Fuica
- Directeur de la photographie : Jean-François Lord
- Musique : Marc Provençal
- Direction artistique : Marie-Ève Bolduc, Martine Dessurault et Geneviève Lemieux
- Costumes : Rebecca Guttierez
- Conception sonore : Louis Desparois
- Son : Bobby O'Malley et Sébastien Froment
- Producteur : Leonardo Fuica
- Distribution : K-Films Amérique
- Pays :  Canada ( Québec)
- Langues : français
- Genre : Drame
- Durée : 105 minutes
- Sortie :
  -  Canada ( Québec) : 23 août 2011 (Festival des films du monde de Montréal) ; 26 août 2011 (en salles)

## Distribution
- Jason Roy Léveillée : Guillaume
- Marc Beaupré : Manu
- Pierre-Luc Brillant : Boutch
- Nicolas Canuel : Rivière
- Martin Dubreuil : Le Rat
- Paul Dion : Père de Guillaume
- Grégoriane Minot : Candy, la petite amie de Guillaume
- Geneviève Boivin-Roussy : Sylvie
- Emmanuel Auger : Le shylock O'Neil
- Marc-André Boulanger : Conan
- André Kasper Kolstad : Le fils du couple de junkie
- Clauter Alexandre : Reggie
- Lawrence Cook : Big Joe
- Nanette Workman : Estelle la comptable

## Nomination
- 14e soirée des prix Jutra : Meilleur montage pour Demian Fuica